# Obr (hvězda)

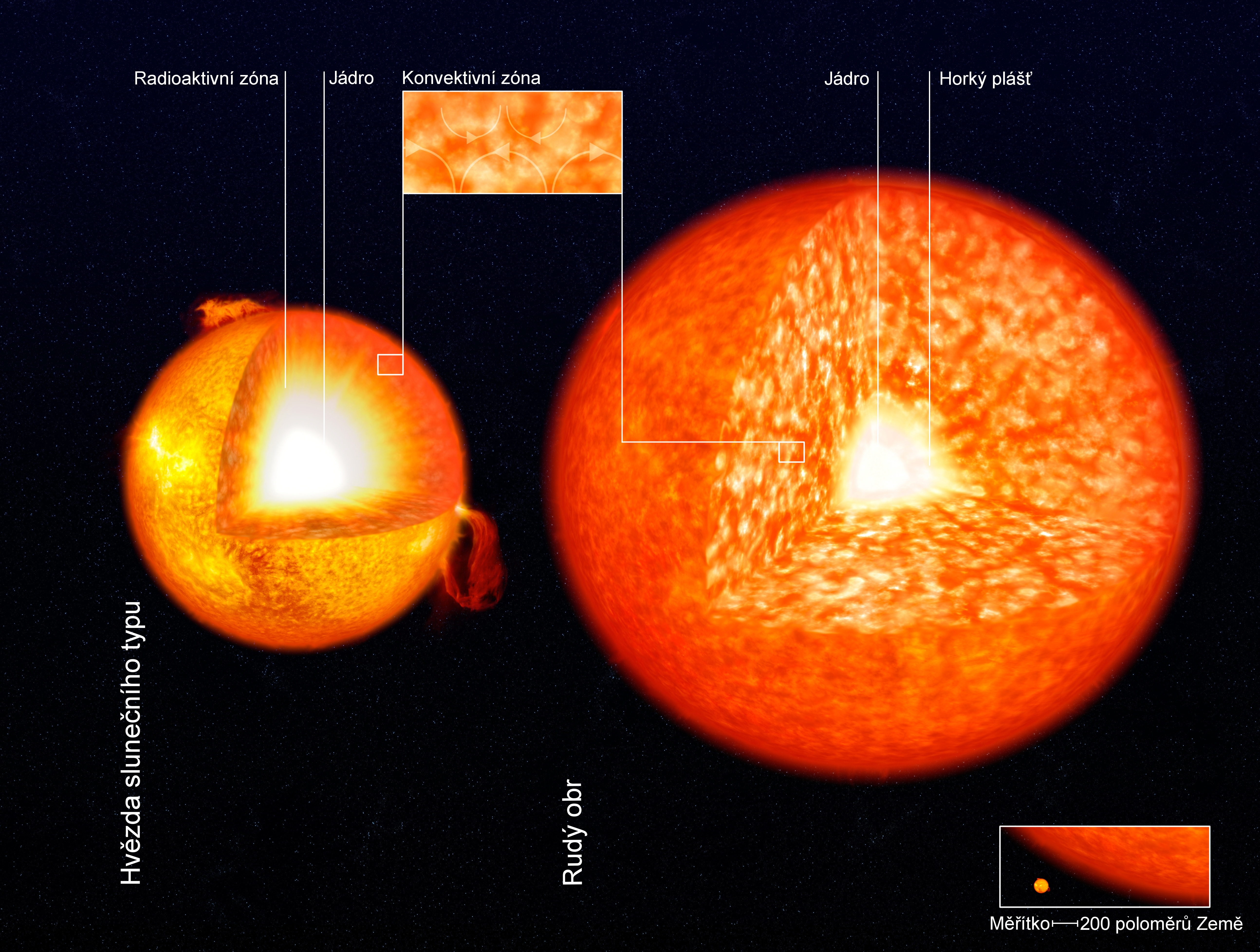
Vnitřní struktura Slunci podobné hvězdy (vlevo) a červeného obra. Hvězdy nejsou ve stejném měřítku.

Obr je hvězda, v které se zastavily termonukleární reakce přeměny vodíku na hélium v jejím jádře. Obři patří do třídy svítivosti III Yerkesovy spektrální klasifikace. Hvězdy malé hmotnosti zůstávají na stejné jasnosti, dokud se z nich nestanou bílí trpaslíci. Z masivnějších hvězd se stanou o mnoho jasnější jasní obři nebo nadobři.

## Nejznámější obři
- Alcyone (η Tauri): modrobílý obr typu B, nejjasnější hvězda Plejád
- Thuban (α Draconis): bílý obr typu A
- Sigma Octantis: žlutobílý obr typu F, jižní Polárka
- Capella (α Aurigae): žlutý obr typu G
- Pollux (β Geminorum): oranžový obr typu K
- Mira (ο Ceti): červený obr typu M